# Підбірці (станція)
Підбíрці — проміжна залізнична станція Львівської дирекції Львівської залізниці на електрифікованій лінії Тернопіль — Львів між станціями Підзамче (7 км) та Борщовичі (10 км). Розташована в селі Підбірці Львівського району Львівської області.

## Історія
Рік відкриття станції наразі не встановлений, на момент відкриття залізниці, у 1869 році, станції ще не існувало. На польській топографічній мапі 1925 року позначена, як зупинний пункт. На мапах 1940-х років вказана як станція.
У 1966 році станція електрифікована змінним струмом (~25 кВ) в складі дільниці Красне — Львів.

## Пасажирське сполучення
На станції Підбірці зупиняються поїзди приміського сполучення до станцій Львів, Здолбунів, Рівне, Золочів та Тернопіль.